# Marie Warner
Marie Warner es un personaje de ficción interpretado por la actriz estadounidense Laura Harris en la serie de televisión 24. Marie es la hermana de Kate Warner y su personaje es introducido en la segunda temporada de la serie.

## Biografía
Hija de un rico empresario. Vivió en Arabia Saudí de pequeña. Cuando estudiaba en Londres su madre murió y quedó destrozada. Entonces conoció a Syad Alí, quien le realizó un lavado de cerebro para convertirla en una terrorista de "Segunda Ola". Se enamoró de Reeza, un hombre que trabajaba para su padre y se comprometieron, aunque en secreto lo estaba utilizando para acceder a las cuentas de la empresa y transferir dinero a Alí. También utilizaba la empresa para introducir la bomba nuclear en el país. Su hermana, Kate, descubrió las transferencias y pensó que lo había hecho Reeza, por lo que contrató a Ralph Burton, un detective privado.

## Segunda temporada
Es el día de la boda entre Marie y Reeza. Marie agradece a Kate su ayuda con la boda y le presenta a un primo de Reeza, pero Kate sale corriendo de la habitación diciendo que tiene que tomar aire. Marie coge una llamada para Kate de Ralph Burton y le pregunta a Kate si es su novio. Cuando la UAT va a interrogar a Reeza, Marie está probándose el vestido de novia.
Cuando ve a un agente custodiando la puerta donde esta Reeza intenta echarle, entonces se entera de que Kate ha estado investigando a Reeza. Se enfada con ella y le dice que no la quiere en su boda, pero ésta decide no hacerle caso. La UAT interroga a Reeza y Bob respecto de unas transferencias monetarias en las que están involucrados terroristas. Cuando Reeza acusa a Bob, debe intervenir en una pelea entre Reeza y Kate. Cuando Reeza y Bob son trasladados a la UAT ella insiste en acompañarles. Antes de irse informa a Ali de la investigación de Kate. 
En la UAT ayuda a Reeza cuando Mason pierde el control y le ataca. Después ve salir a Reeza de la sala de interrogatorios y le dice que uno de los mejores abogados de la ciudad está en camino, pero Reeza le dice que es su padre quien lo necesita y que él va a entregarle, por lo que Marie se enfada con él y le deja. Después, va al despacho de su padre a pedirle perdón y decirle que se casará con el haga lo que haga. Poco después Reeza descubre que las tranferencias se realizaron desde su ordenador, pero en esa fecha él estaba en el extranjero por lo deduce que fue Marie.
Marie aparece y asesina a Reeza y a los agentes de la UAT que estaban con él, luego de decirle que le quiere. A continuación coge el disco duro del ordenador. Después Ali le pide que vaya a buscar el detonador al lugar donde trabaja uno de sus cómplices y lo consigue, acostándose con el jefe de la empresa. Cuando va en el coche recibe otra llamada de Ali para que lo lleve al aeródromo de Norton. Poco después recibe una llamada de Kate y se da cuenta de que la han descubierto y tira el móvil. En el aeródromo, entrega el detonador a Omar y juntos activan la bomba. Cuando ve llegar a la UAT carga la bomba en un furgón y un señuelo en una avioneta para distraer a la UAT. 
Intenta escapar pero antes debe pasar por un control de seguridad, consiguiendo escabullirse por la puerta trasera. Kate la ve y va tras, ella le dice que la bomba acabará con las mentiras del gobierno y de la gente como su padre que lo ayuda, ya que este trabaja para la CIA. Le pide pase de seguridad y está a punto de matarla pero Jack llega a tiempo para detenerla disparándole en el brazo. Cuando la están interrogando, Jack pretende persuadirla negándose a curarle el brazo hasta que hable pero no tiene éxito. 
Kate intenta hacerle hablar, diciéndole que ella y su padre también morirán pero ella le dice que si ha matado a Reeza y le amaba por qué le irían a importar ellos. Sin embargo, al no poder soportar el dolor revela que la bomba ya ha salido del aeródromo en dirección al centro de la ciudad y que estallará en tres horas, pero Jack se da cuenta de que miente y ordena el registro del aeródromo. Ella le dice a Kate que no la encontrarán a tiempo. Al final su padre va verla a la UAT ya que quiere saber por qué lo ha hecho, pero Kate le dice que ellos nunca entenderán sus motivos. Cuando se marchan le pregunta a Kate si cree que estará a salvo fuera.